# American Modern Insurance Group
Die American Modern Insurance Group, Inc., oftmals mit AMIG abgekürzt, ist eine US-amerikanische Versicherungsgruppe mit Sitz in Batavia Township, Ohio. Das Unternehmen ist eine hundertprozentige Tochter der Münchener Rück.

## Hintergrund
Das Unternehmen geht bis ins Jahr 1938 zurück, als Midland Discount Corporation in Cincinnati als Autofinanzierungsgesellschaft gegründet wurde. 1949 erkannte das Unternehmen den aufstrebenden Wohnmobilmarkt und spezialisierte sich auf die Finanzierung von Wohnmobilen. Nach dem Börsengang 1961 gründete die Midland Discount Corporation 1965 zur Verbreiterung der Geschäftstätigkeit mit der American Modern Home Insurance Company und der American Family Home Insurance Company Versicherungstöchter. Nachdem das Finanzgeschäft in den 1970er Jahren in die Krise geraten war, wurde dieses eingestellt, und die Unternehmensgruppe fokussierte sich fortan auf das Versicherungsgeschäft.
Dabei diversifizierte sich die American Modern Insurance Group zunehmend in ihrer Geschäftstätigkeit. Während einerseits neben Wohnmobilen weitere Spezialfahrzeuge (z. B. Wasserfahrzeuge oder Schneemobile) oder Sammlerfahrzeuge abgesichert wurden, wurden bei Immobilien auch besondere Situationen wie z. B. Leerstände oder saisonal genutzte Immobilien (z. B. Ferienwohnungen) oder der Versicherungsbedarf rund um Bau und Vertrieb von Fertighäusern ins Portfolio aufgenommen.
2008 wurde die Gruppe von der Münchener Rück übernommen, zwei Jahre später wurde die Marke Midland zugunsten von American Modern Insurance Group fallen gelassen. MR-intern ist die Gesellschaft der Rückversicherung zugeordnet. Mit Wirkung zum 1. Januar 2023 wurde beim Mutterkonzern das neue Vorstandsressort „Global Specialty Insurance“ eingeführt, das neben der American Modern Insurance Group, die Hartford Steam Boiler Inspection and Insurance Company (HSB), Munich Re Specialty Insurance, Munich Re Syndicate und Aerospace und die Great Lakes Insurance (GLISE) umfasst.
Insgesamt gehören mehrere Versicherungsunternehmen zur Gruppe, die über Versicherungslizenzen für alle 50 Bundesstaaten der Vereinigten Staaten verfügen.